# Ontario Clippers
Az Ontario Clippers (korábban: Agua Caliente Clippers) egy amerikai profi kosárlabdacsapat, amelynek székhelye Ontario (Kalifornia). Jelenleg a csapat az NBA G-League-ben játszik és a National Basketball Association (NBA) csapattal, a Los Angeles Clippers-zel van kapcsolata.

## Története
2009 és 2014 között az LA Clippers összeköttetésben volt a Bakersfield Jammel, mielőtt a Jam a Phoenix Suns G-Legaue csapata lett volna. 
2017 áprilisában a Clippers D-League csapatot keresett Ontarióban vagy Bakersfieldben a 2017–18-as szezonra. 2017 májusában a Clippers az ontariói helyszín mellett döntött. Május 15-én bejelentették az Agua Caliente Clippers létrejöttét. A csapatot a cahuilla indiánok agua caliente csoportjáról nevezték el.

## Eredmények
| Szezon               | Főcsoport            | Alapszakasz          | Alapszakasz | Alapszakasz | Alapszakasz | Rájátszás                                |
| Szezon               | Főcsoport            | Eredmény             | Győzelmek   | Vereségek   | %           | Rájátszás                                |
| -------------------- | -------------------- | -------------------- | ----------- | ----------- | ----------- | ---------------------------------------- |
| 2017–18              | Csendes-óceáni       | 5.                   | 23          | 27          | .460        |                                          |
| 2018–19              | Csendes-óceáni       | 3.                   | 26          | 24          | .520        |                                          |
| 2019–20              | Csendes-óceáni       | 3.                   | 22          | 22          | .500        | Szezon lemondva a Covid19-pandémia miatt |
| 2020–21              | —                    | 16.                  | 5           | 10          | .333        |                                          |
| Alapszakasz eredmény | Alapszakasz eredmény | Alapszakasz eredmény | 76          | 83          | .478        |                                          |
| Rájátszás eredmény   | Rájátszás eredmény   | Rájátszás eredmény   | 0           | 0           | –           |                                          |

## Edzők
| # | Vezetőedző  | Időszak         | Alapszakasz | Alapszakasz | Alapszakasz | Alapszakasz | Rájátszás | Rájátszás | Rájátszás | Rájátszás |
| # | Vezetőedző  | Időszak         | M           | Gy          | V           | %           | M         | Gy        | V         | %         |
| - | ----------- | --------------- | ----------- | ----------- | ----------- | ----------- | --------- | --------- | --------- | --------- |
| 1 | Casey Hill  | 2017–2018       | 50          | 23          | 27          | .460        | —         | —         | —         | —         |
| 2 | Brian Adams | 2018–2020       | 50          | 26          | 24          | .520        | —         | —         | —         | —         |
| 3 | Paul Hewitt | 2021–napjainkig | 15          | 5           | 10          | .333        | —         | —         | —         | —         |

## NBA-kapcsolatok
- Los Angeles Clippers (2017–napjainkig)